# Saint-Genès-Champanelle
Saint-Genès-Champanelle település Franciaországban, Puy-de-Dôme megyében. Lakosainak száma 3974 fő (2022. január 1.). Saint-Genès-Champanelle Orcines, Aydat, Ceyrat, Ceyssat, Chanonat, Nébouzat, Romagnat, Royat és Saint-Saturnin községekkel határos.

## Népesség
A település népessége az elmúlt években az alábbi módon változott:
| Lakosok száma | 3320 | 3438 | 3645 | 3612 | 3641 | 3659 | 3791 | 3883 | 3974 |
|               | 2013 | 2015 | 2016 | 2017 | 2018 | 2019 | 2020 | 2021 | 2022 |